# Georgi-Asparuchow-Stadion
Das Georgi-Asparuchow-Stadion (bulgarisch Стадион „Георги Аспарухов“; durch Sponsorvertrag offiziell Vivacom Arena – Georgi-Asparuchow-Stadion; bulgarisch Виваком Арена – Стадион „Георги Аспарухов“) ist ein Fußballstadion in der bulgarischen Hauptstadt Sofia. Es ist die sportliche Heimat des Fußballclubs Lewski Sofia.

## Name
Die Anlage ist nach dem bulgarischen Fußballspieler Georgi Asparuchow benannt, der 1971 bei einem Autounfall ums Leben kam. Ursprünglich hieß es Gerena-Stadion (bulgarisch Стадион Герена). Dieser Name ist vor allem bei älteren Anhängern noch weit verbreitet. Seit 2017 trägt das Stadion den Namen Vivacom Arena – Georgi-Asparuchow-Stadion und ist nach der Marke Vivacom des bulgarischen Telekommunikationsunternehmens EAD benannt. Der Vertrag läuft über sechs Jahre.

## Geschichte
Die 1963 eröffnete Anlage dient Lewski Sofia als Austragungsort seiner Heimspiele. Seit der letzten Renovierung 1999 bietet es 29.200 Zuschauern Platz. Die Spielfläche beträgt 105 mal 68 Meter, die Stärke des Flutlichts 1500 Lux. Der Komplex bietet als Trainingsmöglichkeit den einzigen Kunstrasenplatz Bulgariens.

## Neubau
Lewski Sofia strebt den Bau eines neuen Stadions anstelle des Georgi-Asparuchow-Stadions an. Der erste Bauabschnitt soll zum 100. Jubiläum des Vereins 2014 fertiggestellt werden. In zwei weiteren Bauphasen soll das neue Stadion mit 28.000 Sitzplätzen bis 2017 entstehen. Während der Bauarbeiten weicht Lewski Sofia in das Wassil-Lewski-Nationalstadion aus. Anfang Februar 2013 begann mit dem Abriss der Haupttribüne der Neubau des Stadions. Am 5. Juli 2013 wurde der Grundstein für die neue Arena gelegt. Nach der Sprengung Anfang 2013 und den Räumarbeiten begannen die Arbeiten am Bau der neuen Haupttribüne mit 6.000 Plätzen.

## Galerie

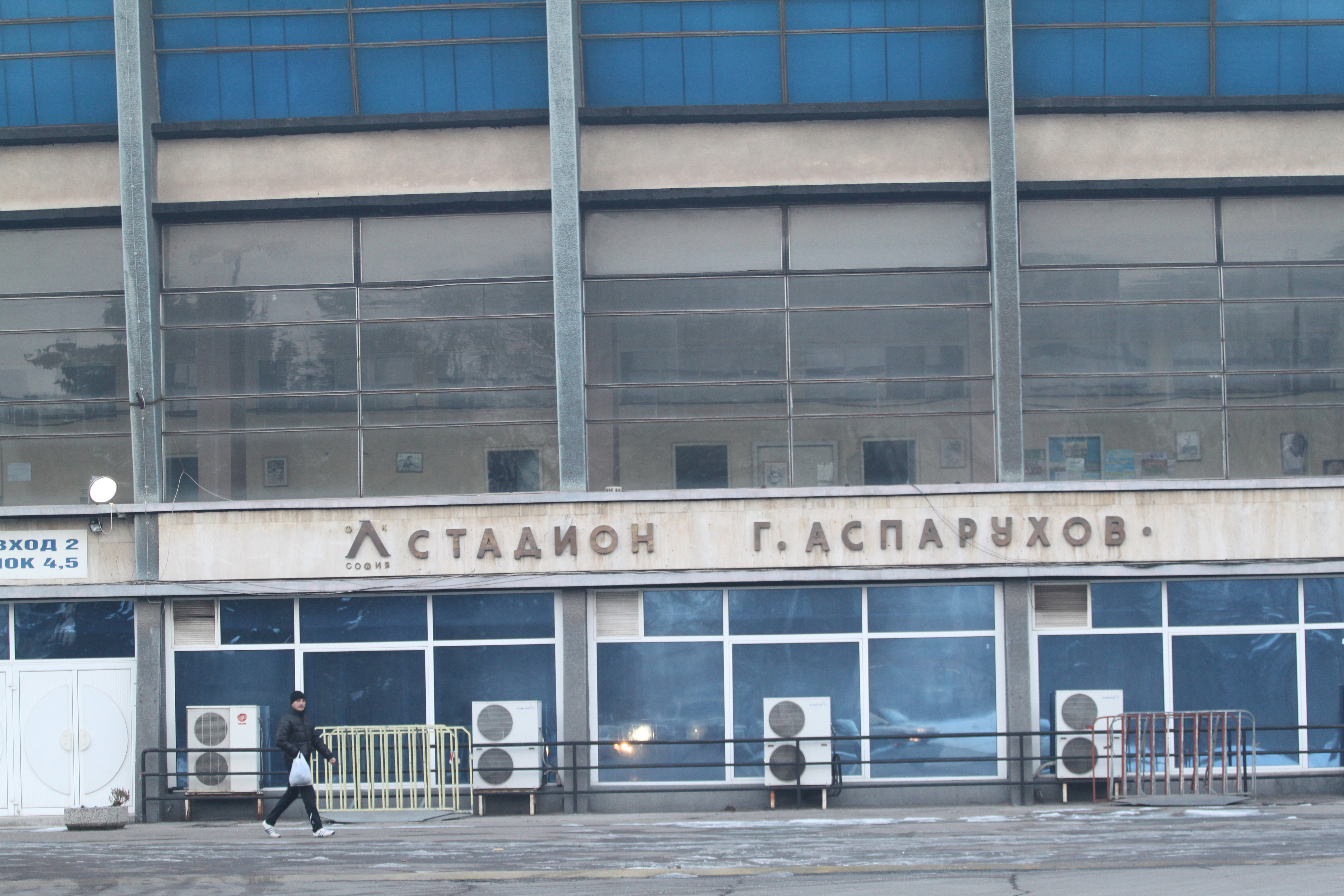
Stadionfassade
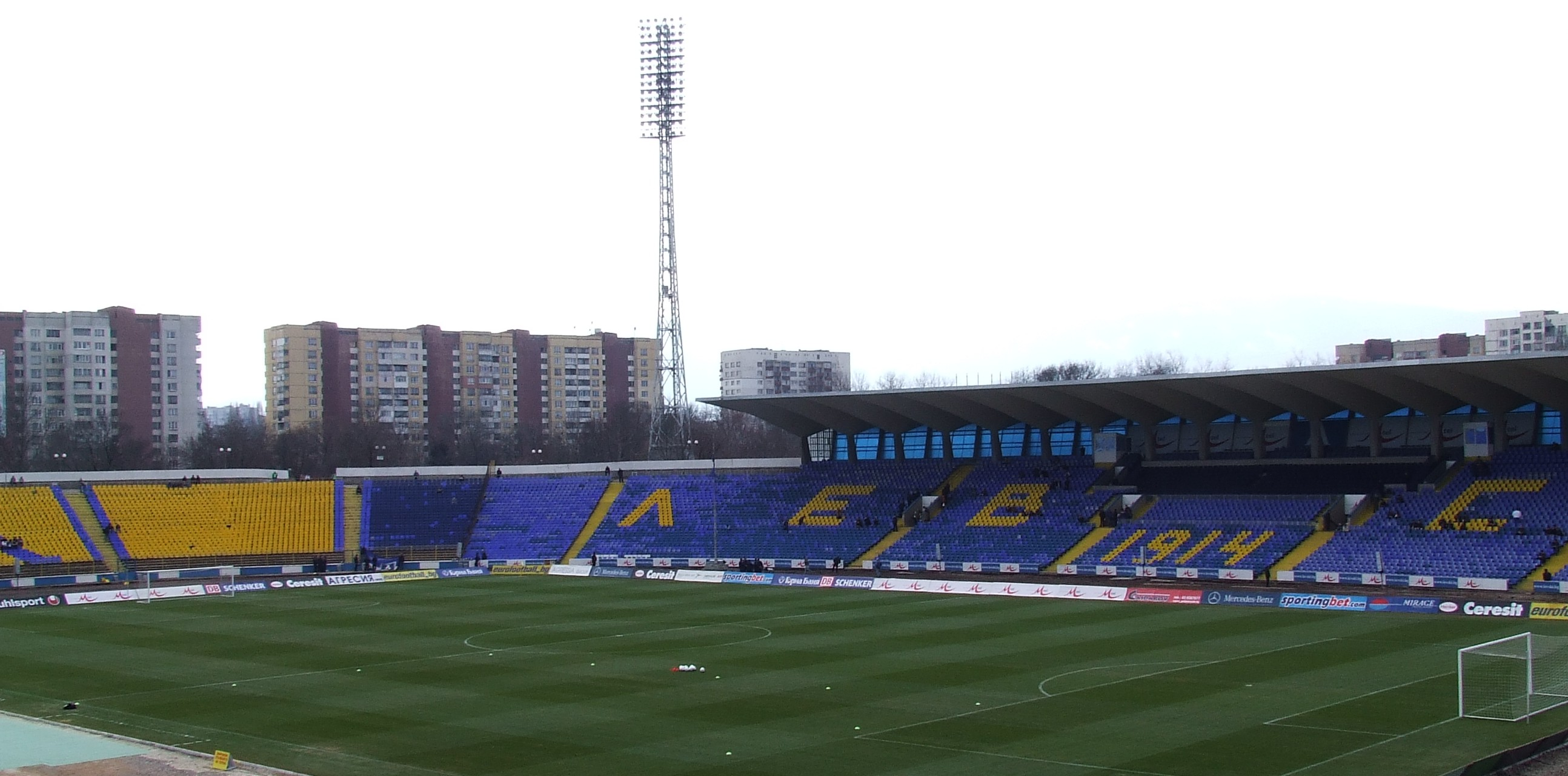
Tribüne und Flutlichtmast
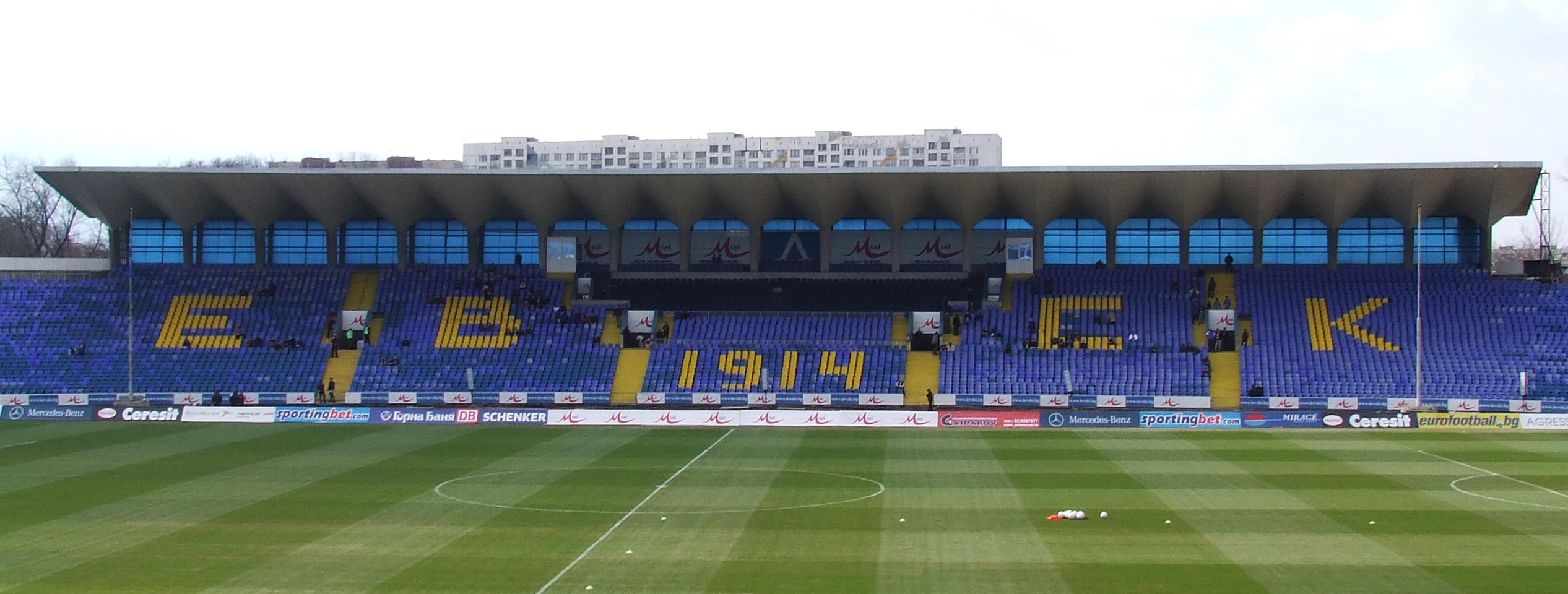
Die Haupttribüne des Georgi-Asparuchow-Stadions